# Neoarminda colatinae
Neoarminda colatinae is een hooiwagen uit de familie Gonyleptidae. De wetenschappelijke naam van de soort werd gepubliceerd door H.E.M. Soares & B.A. Soares.